# 王玥 (清朝進士)
王玥，字孟湘，贵州贵阳人，清朝政治人物、進士出身。
道光六年（1826年）丙戌科進士，二甲二十三名，改翰林院庶吉士，散館授編修，官至蘇松太道。